# Streets of Philadelphia
"Streets of Philadelphia" je pjesma Brucea Springsteena iz 1994. napisana za film Philadelphia iz 1993. Objavljena kao singl, pjesma je bila hit u mnogim zemljama, posebno u Francuskoj, Njemačkoj, Irskoj i Norveškoj gdje se popela na vrh ljestvice singlova. Osvojila je Oscar za najbolju originalnu pjesmu i nekoliko Grammyja.

## Povijest
Početkom 1993., redatelj Philadelphije Jonathan Demme je zamolio Springsteena da napiše pjesmu za film u produkciji, a u lipnju 1993., nakon završetka "Other Band" Toura, Springsteen je to i učinio. Springsteen je odsvirao gotovo sve instrumente, osim basa i pratećih vokala za koje je bio zadužen Tommy Simms iz "Other Banda". Snimljene su i dodatne saksofonske i vokalne dionice koje su odradili Ornette Coleman i "Little" Jimmy Scott, ali one nisu upotrijebljene.
Objavljena početkom 1994. kao glavni singl sa soundtracka filma, pjesma je postigla veliki uspjeh za Springsteena diljem Europe i Sjeverne Amerike.
Veći je uspjeh polučila u Europi nego u Sjedinjenim Državama. Iako je zauzela 9. poziciju Billboardove ljestvice Hot 100, postala je singl broj jedan u Njemačkoj i Francuskoj. Popela se i na 2. mjesto britanske ljetvice, postavši tako najuspješnija Springsteenova pjesma u toj zemlji, te na 4. u Australiji.
Pjesma je uključena na album All Time Greatest Movie Songs koji je 1999. objavio Sony.

## Glazbeni videospot
Glazbeni spot za pjesmu, kojeg su režirali Jonathan Demme i njegov nećak Ted Demme, počinje prikazujući Springsteena kako hoda zapuštenim gradskim ulicama, nakon čega slijede prizori prometnog parka i školskog igrališta, ispresijecani snimkama iz filma. Nakon kratkog kadra Rittenhouse Squarea, završava sa Springsteenom koji hoda uz Delaware River, s Benjamin Franklin Bridgeom u pozadini. U spotu se primjećuje i Tom Hanks u ulozi glavnog junaka filma, kako promatra Springsteena dok ovaj započinje posljednji stih.
Vokal je snimljen na lokaciji tijekom snimanja korištenjem skrivenog mikrofona na unaprijed snimljenu pjesmu. Bila je to tehnika, pogodna za emocionalno intenzivne pjesme na kojima bi ustaljeno sinkroniziranje bilo posebno lažno, koju je John Mellencamp uveo u svojem spotu "Rain on the Scarecrow" iz 1985., a koju je sam Springsteen koristio na svojem spotu "Brilliant Disguise" iz 1987. Springsteen je jednaku tehniku koristio za snimanje spota za pjesmu "Lonesome Day" iz 2002.

## Povijest koncertnih izvedbi
Zbog velikog uspjeha pjesme u svijetu nagrada, Springsteen ju je izvodio tijekom prijenosa velikih nagrada u udarnom televizijskom terminu: na 66. dodjeli Oscara u ožujku 1994., na dodjeli MTV-jevih video nagrada u rujnu 1994. te na dodjeli Grammyja u ožujku 1995. U međuvremenu, kako je Philadelphia postigla veliki komercijalni uspjeh, a singl postao top 10 pop hit, "Streets of Philadelphia" je postala jedna od Springsteenovih najpoznatijih pjesama među općom publikom.
Bez obzira na to, Springsteen ju je rijetko izvodio na koncertima. Izvođena je na Ghost of Tom Joad Touru (1995. – 1997.) u samostalnoj verziji na akustičnoj gitari, bez zaštitnog znaka u obliku sintesajzera i bubnjeva. Nakon toga, pjesma je postala raritet, pojavivši se samo desetak puta na Reunion Touru 1999. i 2000.

## Obrade
Pjesmu su na koncertu obradili Melissa Etheridge, David Gray, Casiotone for the Painfully Alone, Marah, Liv Kristine, Molly Johnson, Bettye Lavette, I Muvrini s Anggun, a Ray Conniff i na svojem albumu iz 1997. I Love Movies.
Francuski glazbenik Patrick Bruel također je obradio pjesmu, ostavivši iste stihove i glazbu, samo je prevevši na francuski.

## Nagrade
| - Oscari - Oscar za najbolju originalnu pjesmu - Grammyji - Pjesma godine - Najbolja rock pjesma - Najbolja muška vokalna rock izvedba - Najbolja pjesma napisana za film | - MTV video nagrade - Najbolji video s filma |

## Popis pjesama
| CD singl / 7-inčni singl / Kaseta 1. "Streets of Philadelphia" – 3:15 2. "If I Should Fall Behind" – 4:43 | CD maxi / Maxi kaseta 1. "Streets of Philadelphia" – 3:15 2. "If I Should Fall Behind" – 4:43 3. "Growin' Up" – 3:13 4. "The Big Muddy" – 4:11 |

B-strane izabrane su s koncertnog albuma iz prethodne godine, In Concert/MTV Plugged.

## Naklade
| Zemlja                 | Naklada | Datum             | Prodanih primjeraka |
| ---------------------- | ------- | ----------------- | ------------------- |
| Austrija               | Zlatna  | 18. svibnja 1994. | 15.000              |
| Francuska              | Srebrna | 14. lipnja 1994.  | 125.000             |
| Njemačka               | Zlatna  | 1994.             | 150.000             |
| Norveška               | Zlatna  | 1994.             | 5.000               |
| SAD                    | Zlatna  | 26. travnja 1994. | 500.000             |
| Ujedinjeno Kraljevstvo | Srebrna | 1. ožujka 1994.   | 200.000             |

## Ljestvice
| Zemlja (1994.)               | Najbolja pozicija |
| ---------------------------- | ----------------- |
| Australija                   | 4                 |
| Austrija                     | 1                 |
| Francuska                    | 1                 |
| Irska                        | 1                 |
| Italija                      | 1                 |
| Latvija                      | 1                 |
| Norveška                     | 1                 |
| Njemačka                     | 1                 |
| SAD (Hot 100)                | 9                 |
| SAD (Adult Contemporary)     | 3                 |
| SAD (Mainstream Rock Tracks) | 25                |
| SAD (Top 40 Mainstream)      | 13                |
| Švedska                      | 3                 |
| Švicarska                    | 2                 |
| Ujedinjeno Kraljevstvo       | 2                 |

## Vanjske poveznice
- Stihovi "Streets of Philadelphia"  Arhivirana inačica izvorne stranice od 14. studenoga 2008. (Wayback Machine) na službenoj stranici Brucea Springsteena